# Leucopleura
Leucopleura is een geslacht van vlinders van de familie spinneruilen (Erebidae), uit de onderfamilie Arctiinae.

## Soorten
- L. ciarana Schaus, 1924
- L. cucadma Druce, 1894
- L. viridis Gaede, 1926